# Ulmer Ruderclub Donau
Der Ulmer Ruderclub Donau ist ein Sportverein aus Ulm.

## Geschichte und Lage
Der Verein wurde am 2. Januar 1887 im Fischerviertel gegründet. Das erste Bootshaus befand sich beim Metzgerturm. 1902 zog der Verein nach Neu-Ulm. Nach den Zerstörungen des Zweiten Weltkriegs wurde 1950 das neue Clubhaus eingeweiht. 1961 zog der Verein an seinen jetzigen Standort unterhalb der Konrad-Adenauer-Brücke auf Neu-Ulmer Seite. Der Verein hat laut Satzung seinen Sitz in Ulm und ist Mitglied des Deutschen Ruderverbands sowie des Württembergischen Landessportbundes. 2024 trat der Olympiasieger und ehemalige Weltmeister Raimund Hörmann nicht mehr zur Wahl als Vorsitzender des Vereins an. Sein Nachfolger wurde Jürgen Steinacker. Der Stellvertreter ist wie zu Zeiten von Raimund Hörmann auch weiterhin sein Sohn Raimund Hörmann Junior.

## Erfolge
Acht Mitglieder des Vereins haben an Olympischen Spielen teilgenommen. Vier davon wurden Olympiasieger:
- Gerhard Auer war 1969 der erste Europameister, 1970 der erste Weltmeister und 1972 der erste Olympiasieger des Vereins. Er war Mitglied des Bullenvierers und siegte auch bei den Europameisterschaften 1971.
- Raimund Hörmann und Dieter Wiedenmann waren Weltmeister 1983 und Olympiasieger 1984 im Doppelvierer.
- Maximilian Reinelt war 2012 als Mitglied des Deutschland-Achters Olympiasieger, nachdem er 2010 und 2011 Weltmeister war. 2016 wurde er noch einmal Olympiazweiter.

- Urs Käufer gewann keine olympische Medaille, war aber 2009 Weltmeister mit dem Deutschland-Achter.
- Lena Müller war 2015 Weltmeisterin mit dem Leichtgewichts-Doppelvierer.
- Claudia Barth war 1996 Weltmeisterschaftsdritte im ungesteuerten Vierer.[5]

- Kerstin Hartmann gewann drei Silbermedaillen bei Europameisterschaften.[6]

Außer diesen Olympia-Ruderern war auch Inga Thöne erfolgreich, sie hat bis 2023 zweimal an den Paralympics teilgenommen.

## Tennis-Abteilung
Neben dem Ruderbetrieb verfügt der Verein auch über zwei Tennisplätze.

## Belege
1. ↑  Reiter Geschichte auf der Website des Ruderclubs
2. ↑  Reiter Satzung auf der Website des Ruderclubs
3. ↑  Vorstand auf der Website des Ruderclubs
4. ↑  Deutsche Medaillenerfolge bei Olympischen Spielen bei www.rrk-online.de
5. ↑  Deutsche Medaillenerfolge bei Weltmeisterschaften bei www.rrk-online.de
6. ↑  Deutsche Medaillenerfolge bei Europameisterschaften bei www.rrk-online.de